# Conversations with Myself
Conversations with Myself è un album in studio del musicista statunitense Bill Evans, pubblicato nel 1963.
Registrato a New York nei giorni del 6 e 9 febbraio, e del 20 maggio del 1963, l'album viene realizzato utilizzando il sistema della sovraincisione di più tracce, permettendo al pianista di "interagire", per l'appunto, "conversare" con se stesso.
Il pianoforte utilizzato da Evans è lo Steinway CD 318, il pianoforte preferito da Glenn Gould che il pianista canadese ha utilizzato nei suoi concerti pubblici e in quasi tutte le sue registrazioni tra il 1960 e il 1970.

## Tracce
1. 'Round Midnight (Thelonious Monk, Cootie Williams) – 6:35
2. How About You? (Burton Lane, Ralph Freed) – 2:50
3. Spartacus Love Theme (Alex North) – 5:10
4. Blue Monk (Monk) – 4:32
5. Stella by Starlight (Victor Young, Ned Washington) – 4:52
6. Hey There (Richard Adler, Jerry Ross) – 4:31
7. N.Y.C.'s No Lark (Bill Evans) – 5:36
8. Just You, Just Me (Jesse Greer, Raymond Klages) – 2:37
9. Bemsha Swing (Denzil Best, Monk) – 2:56
10. A Sleepin' Bee (Harold Arlen, Truman Capote) – 4:10

## Premi
- Grammy Award
  - 1964: "Grammy Award for Best Jazz Instrumental Album"